# Oxytate forcipata
Oxytate forcipata is een spinnensoort in de taxonomische indeling van de krabspinnen (Thomisidae).
Het dier behoort tot het geslacht Oxytate. De wetenschappelijke naam van de soort werd voor het eerst geldig gepubliceerd in 1998 door Zhang & Chang-Min Yin.